# Guillermo Billinghurst

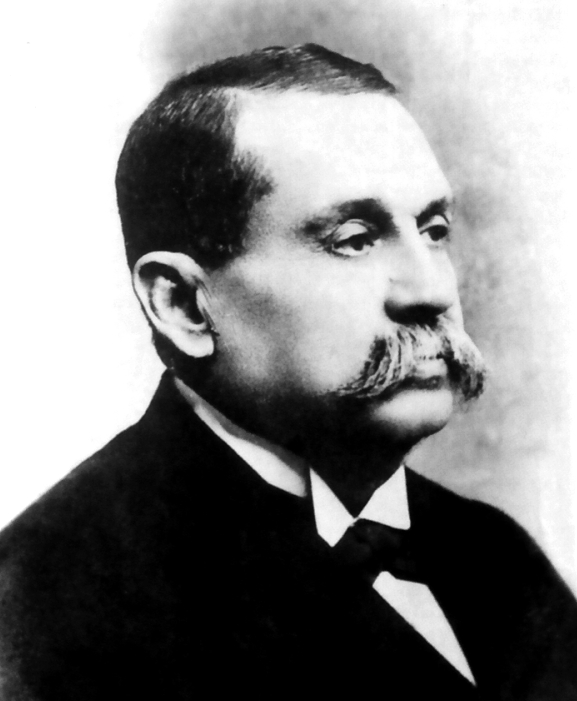

Guillermo Enrique Billinghurst Angulo, född 27 juli 1851 i Arica, Peru, död 28 juni 1915 Iquique, Chile, var en peruansk politiker som efterträdde Augusto B. Leguía och Salcedo som president i Peru under perioden 1912–1914. 
Under sin mandatperiod blev Billinghurst inblandad i efterhand allt mer otrevliga konflikter med kongressen, på grund av hans förslag till social lagstiftning, som syftade till att lösa temat för tvisten om Tacna-Arica. 
Detta ledde till ett militärt uppror lett av arméöversten Oscar R. Benavides för att ta makt och kontrollen över landet. Billinghurst skickades i exil och dog i Iquique.

## Medlem i demokratiska partiet
Billinghurst tillhörde demokraterna, som sedermera kom att anses vara arkitekterna bakom en period av oväntad politisk och ekonomisk stabilitet i landet, men som samtidigt satte igång djupgående sociala förändringar som sedan ändrades det politiska landskapet i Peru. 
Som vicepresident för Piérolas administration (1895- 1899), gjorde Billinghurst flera försök att lösa tvisten med Chile om territorierna Tacna och Arica. Den 9 april 1898, undertecknades ett memorandum mellan den chilenske utrikesministern Chile Raimundo Silva Cruz och Billinghurst. Detta konstaterade att man borde genomföra en folkomröstning mellan de två länderna, som skiljeman kunde man be drottningen av Spanien, Maria Christina av Habsburg-Lorraine (1858 -1929), att fastställa villkoren för omröstningen. 
Efterföljande händelser gjorde dock att protokollet Billinghurst-Latorre inte ratificerades av den chilenska deputeradekammaren. På grund av detta bakslag avbröts de diplomatiska förbindelserna mellan Peru och Chile 1901. 

## Valet 1912
Valet 1912 var ett av de mest spännande unden den period som kallas den aristokratiska republiken (en term som i Peru syftar på de ledare som mestadels tillhörde den sociala eliten). Partiet Civilista presenterade kandidaten Ántero Aspillaga, en av de mest betydande och mest konservativa medlemmarna i partiet. Hans motståndare anklagade honom för att vara en peruansk-chilensk person, olämplig för uppdraget. 
I partiet Civilistas var man dock oförmögen att hantera de nya sociala krafterna som deras politik har skapat. Detta visade sig tydligt 1912, när affärsmannen och miljonären Guillermo Billinghurst, före detta borgmästare i Lima, kunde ordna en allmän strejk för att blockera valet av civilisternas kandidat Aspillaga, och stärka sitt eget val till kongressen, på grund av sin folkliga politik i kommunen. 

## Presidentperioden
En av de åtgärder som Billinghurst införde var en lagstiftning som garanterade åtta timmars arbetsdag. 
När kongressen stämde Billinghurst i ett försök att avsätta honom 1914, hotade han att beväpna arbetarna och med våld upplösa kongressen. Under hans regering, trots att hans parti var en del av den peruanska oligoarkin, hade dess agerande en tydlig folklig ton av att återupprätta arbetarnas rättigheter. Detta ledde till folkliga rörelser som krävde respekt för deras rättigheter och som skapade osäkerhet i huvudstaden. 
Guillermo Billinghurst störtades den 4 februari, 1914, i en militärkupp som leddes av överste Oscar R. Benavides, Javier och Manuel Prado Ugarteche, och konservativa medlemmar av partiet Civilistas. Senare i exil, klagade Billinghurst följande: 
| ”                               | Den unge Prado gav mig, i ett långt och patetiskt tal, detaljerna i och skälen för kuppen: de erkände alla min patriotism, integritet och förmåga att styra. Men mitt enda, och mest allvarliga misstag var, att rikta in min politik inåt landet och, slutligen, tror jag att sönerna till förre presidenten Prado måste tvätta rent minnet av sina fäder. | „ |
| – Guillermo Billinghurst Angulo | |   |